# Stenbogade
Stenbogade er en kort gade mellem Von Støckens Plads og Torvet i byen Ribe. I dag har gaden kun én offentlig adresse, Stenbogade 1. Sidst i 1800-tallet havde gaden tre matrikler mere.
I forbindelse med en større restaurering af Ribe Domkirke, hvor man blandt andet opførte Mariatårnet, besluttede man at lade de tre huse nedrive, så udsigten til Ribe Domkirke blev bedre. Allerede 5. januar 1894 blev nedbrydningen af de tre huse udbudt i offentlig auktion. De skulle være nedbrudt otte uger efter.
I ét af husene havde bager Hans Petersen sit bageri. Karnappen fra dette hus er i dag at finde i Den Gamle By i butikken kaldet Bageren i Algade. En del af bindingsværket fra facaden på dette hus blev genbrugt i opførelsen af Puggaardsgade 4 i 1929.
- Illustration i Nordiske Billeder, udgivet 1873. Karnappen ses til højre. Bagerst til højre er det gamle rådhus
- Stenbogade set fra syd 1892-1894
- Karnappen på Bageren i Algade
- De 3 nedrevne huse lå i forlængelse af det der nu er Torvet 9 ved siden af det gamle rådhus
- Stenbohus

## Danmarks næstældste værtshus - Stenbohus
Eneste tilbageværende hus i Stenbogade, er Stenbohus med husnummeret 1.
I mange år var der hotel på adressen. Med tilhørende beværtning - i dag finder man kun beværtningen.
Maj 2019 slog Rigsarkivet fast, at Stenbohus er Danmarks næstældste værtshus og med sikkerhed kan spores tilbage til 1810